# قصر الصنوبر
قصر الصنوبر هو المقر الرسمي للسفير الفرنسي في لبنان. قام ألفرد موسى سرسق ببناء القصر سنة 1916 كجزء من كازينو يضم ميدان لسباق الخيل بطلب من عزمي بيك، والي بيروت في حينها. استمرت نشاطات سباق الخيل تجري في الميدان المجاور حتى يومنا هذا.

## تحويله لبيت السفير
لم يتم استخدام القصر ككازينو قط نظراً لوضع اليد عليه من قبل سلطات الانتداب الفرنسي وتحويله مقراً للمفوضين السامين الفرنسيين. قامت الجمهورية الفرنسية بشراء القصر من عائلة سرسق سنة 1921.

## أهميته

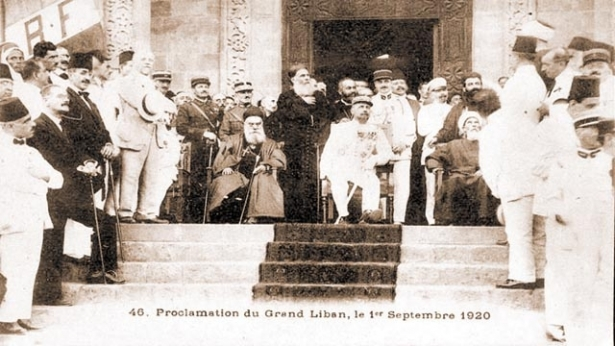
إعلان قيام دولة لبنان الكبير سنة 1920م

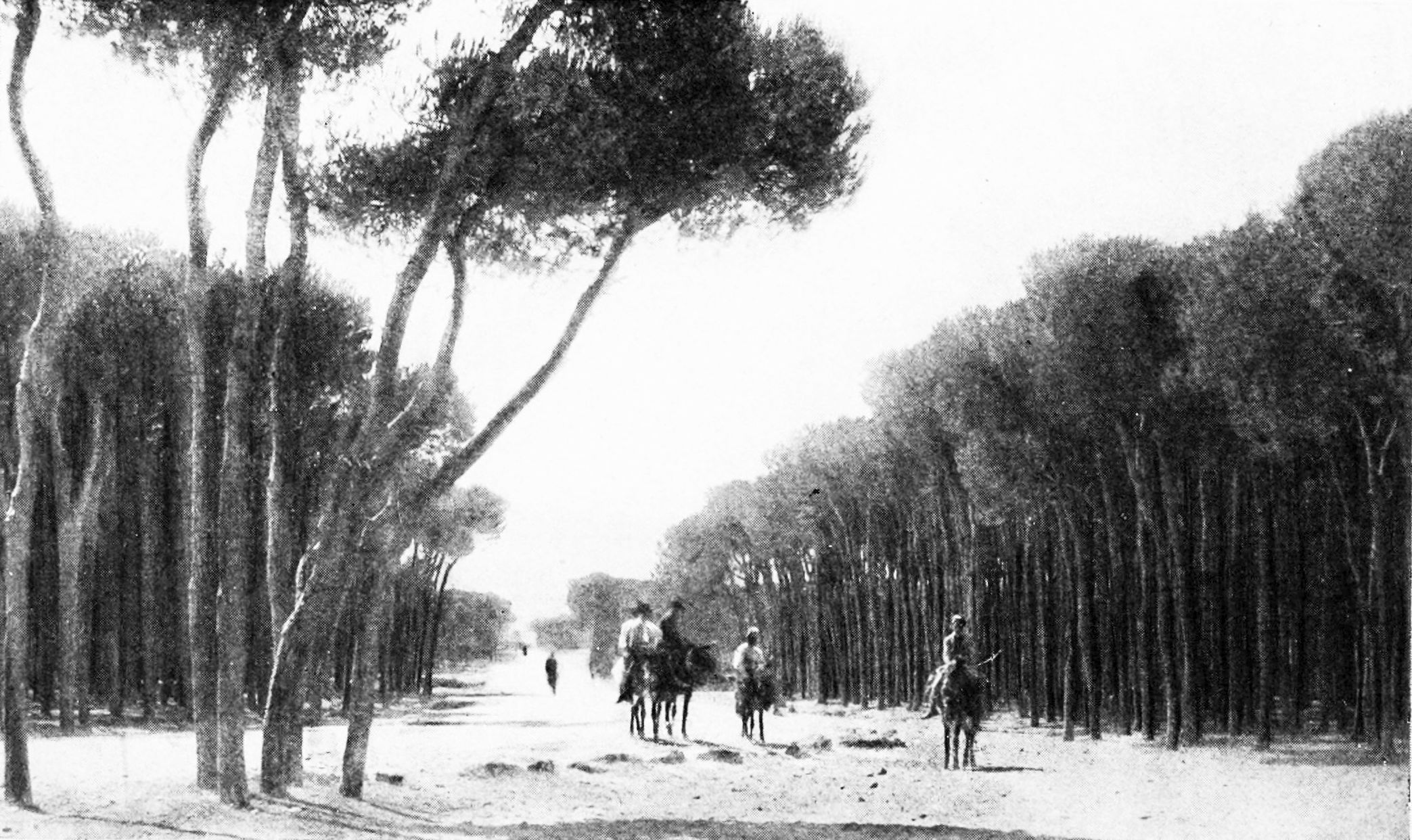
كانت بيروت غابة من الأرز في ذلك الوقت

يحمل القصر رمزية خاصة للبنانيين، لأنه تم إعلان قيام دولة لبنان الكبير من على شرفة القصر سنة 1920 من قبل الجنرال غورو.